# Longzihu
Longzihu är ett stadsdistrikt i staden Bengbu i provinsen Anhui i östra Kina.
Distriktet är indelat i sex stadsdelsdistrikt, en köping och en socken.
Stadsdelsdistrikt (jiedao):

- Caoshan (曹山街道)
- Dongfeng (东风街道)
- Dongsheng (东升街道)
- Jiefang (解放街道)
- Yan'an (延安街道)
- Zhihuai (治淮街道)

Köpingar (zhen):

- Changhuaiwei (长淮卫镇)

Socknar (xiang):

- Lilou (李楼乡)